# Apobrata
Apobrata scutila es una especie de araña araneomorfa de la familia Linyphiidae. Es el único miembro del género monotípico Apobrata.

## Descripción
Tiene un tamaño de 1.63 mm los machos y 2.25 mm las hembras.

## Distribución
Es un endemismo de las Filipinas. 